# Centro interuniversitario per la storia delle università italiane
Il Centro interuniversitario per la storia delle università italiane (acronimo Cisui) è stato creato nel 1996 con l'intento di incrementare le attività di ricerca nel settore della storiografia universitaria. Il Cisui si è proposto, fin dalla sua fondazione, come struttura di coordinamento fra i diversi istituti, centri e ricercatori che operano nel settore della storia delle università presso i vari atenei italiani con un impegno costante alla collaborazione con analoghe strutture e studiosi che operano in altri Paesi.

## Storia
Il Cisui è stato creato nel 1996 per iniziativa del prof. Gian Paolo Brizzi con il concorso di un gruppo di studiosi (Domenico Maffei, Girolamo Arnaldi, Piero Del Negro, Aldo Mazzacane, Andrea Romano e Antonello Mattone), la partecipazione delle Università di Bologna, Università di Padova, Università di Torino, Università di Messina, Università di Sassari e la successiva adesione di altri atenei italiani: Università di Bari, Università di Catania, Università degli Studi "Gabriele d'Annunzio", Università di Ferrara, Università di Genova, Università di Macerata, Università Bocconi, Politecnico di Milano, Università degli Studi di Modena e Reggio Emilia, Università degli Studi della Campania Luigi Vanvitelli, Università di Parma, Università di Pavia, Università di Perugia, Università di Pisa, Scuola Normale Superiore, Università per stranieri di Siena, Politecnico di Torino, Università di Trento, Università di Verona, Università della Tuscia.
Il Centro è ospitato presso l'Università di Bologna: il Direttore è il prof. Marco Cavina, il Presidente del Comitato scientifico è il prof. Gian Paolo Brizzi.

## Pubblicazioni
Il Cisui è promotore di numerose pubblicazioni: innanzitutto una rivista, «Annali di storia delle università italiane» (ed. Il Mulino), e poi due collane, «Studi» (ed. CLUEB) e «Studi e ricerche sull’università» (ed. Il Mulino). Ha inoltre promosso la pubblicazione della Storia delle Università in Italia (3 voll., a cura di G.P. Brizzi, P. Del Negro, A. Romano, Messina, Sicania, 2007).
Il Centro si avvale della collaborazione di un selezionato Comitato scientifico, che include studiosi di varie nazionalità.

### Annali di storia delle università italiane
Nati nel 1997 e pubblicati da CLUEB, gli «Annali di storia delle università italiane» si propongono come punto di incontro, di discussione e di informazione per quanti, pur nella diversità degli approcci storiografici e nella molteplicità dei settori disciplinari di appartenenza, si occupano di temi relativi alla storia delle università.
Dal 2015 la rivista si presenta con una nuova veste, con periodicità semestrale, pubblicata da Il Mulino. Si articola in alcune sezioni che comprendono sia saggi coordinati su tematiche proposte dal Comitato scientifico (sezione monografica) sia contributi storiografici proposti da singoli studiosi (Studi), con particolare riguardo alle università e agli studiosi degli altri Paesi (Outside Italy) per favorire un'analisi comparativa dello sviluppo delle istituzioni universitarie. Un'attenzione specifica è posta alla conoscenza e tutela dei Beni culturali delle università: Archivi, biblioteche, musei e al monitoraggio di quanto prodotto in questo specifico ambito della ricerca (Schede, Bibliografia, Notiziario).
La rivista è stata collocata dall'Anvur in fascia A per i settori 11/A1 (Storia medievale), 11/A2 (Storia moderna), 11/A3 (Storia contemporanea), 11/A4 (Scienze del libro e del documento e scienze storico religiose), 11/D1 (Pedagogia e storia della pedagogia), 12/H1 (Diritto romano e diritti dell'antichità), 12/H2 (Storia del diritto medievale e moderno) ed è qualificata come rivista scientifica per le aree 08, 10, 11, 12, 13, 14.

### Collane
Oltre alla rivista, il Cisui ha attivato la pubblicazione di due collane: «Studi» (ed. CLUEB) e «Studi e ricerche sull’università» (ed. Il Mulino). In esse confluiscono monografie e poligrafie su tematiche inerenti alla storia delle università e atti dei convegni organizzati dal Centro.

## Attività
Dalla sua fondazione il Cisui organizza ogni anno convegni e seminari di studio e promuove iniziative finalizzate alla conoscenza della storia delle università.